# Oxandra major
Oxandra major är en kirimojaväxtart som beskrevs av Robert Elias Fries. Oxandra major ingår i släktet Oxandra och familjen kirimojaväxter. Inga underarter finns listade i Catalogue of Life.